# Eesti Superkarikas 2010
La Eesti Superkarikas 2010 è stata la 15ª edizione della competizione, che si è svolta il 6 marzo 2010 allo Sportland Arena di Tallinn tra il Levadia Tallinn, vincitore della Meistriliiga 2009 e della Coppa d'Estonia 2009-2010, e il Flora Tallinn, secondo classificato nella Coppa d'Estonia. Il Levadia Tallinn ha conquistato il trofeo per la quarta volta nella sua storia.

## Tabellino
| Arbitro: | Sten Kaldma |

|                      |           |  |
| Morozov 56’ Puri 82’ | Marcatori |  |